# Stephen Schmitt
Stephen Schmitt es un deportista estadounidense que compitió en remo. Ganó dos medallas de plata en el Campeonato Mundial de Remo, en los años 1979 y 1985.

## Palmarés internacional
| Campeonato Mundial | Campeonato Mundial | Campeonato Mundial | Campeonato Mundial      |
| Año                | Lugar              | Medalla            | Prueba                  |
| ------------------ | ------------------ | ------------------ | ----------------------- |
| 1979               | Bled (Yugoslavia)  | Medalla de plata   | Ocho con timonel ligero |
| 1985               | Malinas (Bélgica)  | Medalla de plata   | Ocho con timonel ligero |